# Lijst van veerdiensten in België
Hieronder staat een een lijst van veerdiensten in België.

## Lijst
| Naam                            | Foto | Beginhalte                              | Eindhalte                         | Water                           | Coördinaten                  | Type veer              | Boten                                     | Type boten                  | Opmerkingen                                       |
| ------------------------------- | ---- | --------------------------------------- | --------------------------------- | ------------------------------- | ---------------------------- | ---------------------- | ----------------------------------------- | --------------------------- | ------------------------------------------------- |
| Schellebelle                    |      | Schellebelle                            | Schellebelle-Aard/Uitbergen       | Zeeschelde                      | 51° 1′ NB, 3° 56′ OL         | Fiets-en-voetveer      | Laurens                                   | Motorboot                   | Op belsignaal                                     |
| Appels                          |      | Appels                                  | Berlare                           | Zeeschelde                      | 51° 2′ NB, 4° 2′ OL          | Fiets-en-voetveer      | Aba                                       | Motorboot                   | 2 afvaarten per uur                               |
| Oude Schelde (Appels)           |      | Appels                                  | Appels                            | Oude Schelde                    |                              | Voetveer               |                                           | Zelfbediening-kabelveerpont |                                                   |
| Baasrode-Moerzeke               |      | Baasrode                                | Kastel/Moerzeke                   | Zeeschelde                      |                              | Fiets-en-voetveer      | Maiandros                                 |                             |                                                   |
| Mariekerke-Moerzeke-Sint-Amands |      | Mariekerke en Sint-Amands (afwisselend) | Kastel/Moerzeke                   | Zeeschelde                      |                              | Fiets-en-voetveer      |                                           |                             |                                                   |
| Driegoten-Weert                 |      | Hamme                                   | Weert                             | Zeeschelde                      |                              | Fiets-en-voetveer      | Demi                                      |                             |                                                   |
| Rupelmonde-Wintam               |      | Rupelmonde                              | Wintam/Hingene                    | Zeeschelde                      |                              | Fiets-en-voetveer      | Amritam 3                                 |                             |                                                   |
| Bazel-Hemiksem                  |      | Bazel                                   | Hemiksem                          | Zeeschelde                      |                              | Fiets-en-voetveer      | Jan Van Eyck                              |                             | 2 afvaarten per uur                               |
| Kruibeke-Hoboken                |      | Kruibeke                                | Hoboken                           | Zeeschelde                      |                              | Fiets-en-voetveer      | Simon Stevin                              |                             | 2 afvaarten per uur                               |
| Sint-Anna                       |      | Antwerpen                               | Antwerpen-Linkeroever             | Zeeschelde                      | 51° 13′ NB, 4° 24′ OL        | Fiets-en-voetveer      | Schelde                                   | Motorboot                   | 2 afvaarten per uur                               |
| Lillo-Doel                      |      | Lillo                                   | Doel                              | Zeeschelde                      |                              | Fiets-en-voetveer      | Schelde                                   |                             | Uitsluitend tijdens Scheldewijding/Doelse Feesten |
| Schelle-Wintam                  |      | Schelle                                 | Wintam/Hingene                    | Rupel                           |                              | Fiets-en-voetveer      | Heen en weer II                           | Motorboot                   | 2 afvaarten per uur                               |
| Boom-Klein-Willebroek           |      | Boom                                    | Klein-Willebroek                  | Rupel                           | 51° 5′ NB, 4° 22′ OL         | Fiets-en-voetveer      | Heen en weer 3 & Christel                 | Motorboot                   | 2 afvaarten per uur                               |
| Terdonk                         |      | Terdonk                                 | Doornzele                         | Kanaal Gent-Terneuzen           | 51.145546, 3.779178          | Auto-fiets-en-voetveer | Maurice Maeterlinck & Willem 1            | Motorboot                   | Max 20 ton                                        |
| Langerbrugge                    |      | Langerbrugge                            | Oostakker                         | Kanaal Gent-Terneuzen           | 51.110257, 3.743106          | Auto-fiets-en-voetveer | Lieven Bauwens & Jan Borluut              | Motorboot                   |                                                   |
| Bathio                          |      | Bachte                                  | Astene                            | Oude Leie (nabij Vosselare Put) | 50° 60′ NB, 3° 33′ OL        | Fiets-en-voetveer      | Bathio                                    | Zelfbediening-kabelveerpont |                                                   |
| Baarle                          |      | Baarle                                  | Sint-Martens-Latem                | Leie                            |                              | Fiets-en-voetveer      |                                           |                             | Op belsignaal                                     |
| Afsnee                          |      | Afsnee                                  | Assels                            | Leie                            |                              | Fiets-en-voetveer      |                                           | Elektromotorboot            | Op belsignaal of handbediend                      |
| Oostende                        |      | Oostende                                | Oostende-Oosteroever              | Havengeul Oostende              |                              | Fiets-en-voetveer      | Roger Raveel, Het Rode Vierkant op de Zee | Motorboot                   |                                                   |
| Kobus                           |      | Lapscheure                              | Hoeke                             | Damse Vaart                     |                              | Fiets-en-voetveer      | Kobus                                     | Zelfbediening-kabelveerpont |                                                   |
| Tielrode-Hamme                  |      | Hamme                                   | Tielrode                          | Durme                           |                              | Fiets-en-voetveer      | Amritam                                   | Motorboot                   | Op belsignaal                                     |
| Eijsden-Ternaaien               |      | Ternaaien                               | Eijsden                           | Maas                            |                              | Fiets-en-voetveer      | Cramignon                                 | Motorveerpont               |                                                   |
| Meeswijk-Berg                   |      | Meeswijk                                | Berg aan de Maas                  | Maas                            |                              | Auto-fiets-en-voetveer | Haol Euver II                             | Gierpont met motor          |                                                   |
| Grevenbicht-Rotem               |      | Rotem                                   | Grevenbicht                       | Maas                            |                              | Fiets-en-voetveer      | 't Veerke                                 | Motorveerpont               |                                                   |
| Ophoven-Ohé en Laak             |      | Ophoven                                 | Ohé en Laak                       | Maas                            |                              | Fiets-en-voetveer      | Vogelvlucht (Walborgh)                    | Motorveerpont (koplader)    |                                                   |
| Waulsort                        |      | Waulsort                                | Waulsort                          | Maas                            | 50° 12' 16" NB, 4° 52' 3" OL | Fiets-en-voetveer      |                                           | Kabelveerpont               |                                                   |
| Nieuwpoort                      |      | Nieuwpoort-Bad                          | Lombardsijde                      | IJzer                           |                              | Fiets-en-voetveer      | De Nieuwe Visie                           | Motorboot                   |                                                   |
| Blankenberge                    |      | Blankenberge (Franchommelaan)           | Blankenberge (Wenduinse Steenweg) | Havengeul Blankenberge          |                              | Fiets-en-voetveer      |                                           |                             | Van Pasen tot september (bij mooi weer), betalend |

## Voormalige veerdiensten
- Wetteren over de Schelde (vóór 1308–?)
- Jabeke over de Schelde (1895–?)
- Uitbergen-Schellebelle over de toenmalige Schelde (later Bellebeek) (vóór 1210–ten laatste begin 18e eeuw)
- Uitbergen over de Schelde (?–na 1811)
- Wichelen over de Schelde (vóór 1316–na 1811)
- 'Konkelveer' Schoonaarde-Berlare over de Schelde (zeker 13e eeuw–ca. 1871)
- 'Abeelveer' of 'Oostveer' Appels-Zele over de Schelde (zeker 13e eeuw–?)
- 'Willemsveer' Sint-Onolfspolder-Zele over de Schelde (zeker 13e eeuw–?)
- 'Negen Oorden' Grembergen-Sint-Onolfspolder (1877–?)
- 'Groot veer' Dendermonde over de Schelde (zeker 13e eeuw–1453)
- Eksaarde over de Durme (?–na 1811)
- Daknam over de Durme (?–na 1811)
- Hamme over de Durme (?–na 1811)
- Sombeke over de Durme (?–na 1811)
- Waasmunster over de Durme (?–na 1811)
- Temse-Bornem over de Zeeschelde (?–ca. 1872)
- 'Oostmolen' over de Brugse Vaart (?–2008)